# Солёноозёрное
Солёноозёрное (более ранние названия — станица Форпо́ст, станица Соляной Форпо́ст, станица Соляноозёрная) — село в Ширинском районе Хакасии. Ранее, Новоселовской волости Минусинского уезда (округа) Енисейской губернии.
Находится в 35 км от райцентра — пгт Шира и ж.-д. станции. Расположено на берегу р. Белый Июс, в непосредственной близости от озера Тус («соль» по-хакасски).

## История
В печатных средствах массовой информации, интернете и литературных источниках встречается утверждение об основании казачьей станицы Соляноозерной Новоселовской волости Минусинского уезда Енисейской губернии в 1714 году якобы по указу царя Петра I, что весьма сомнительно, поскольку сей факт не имеет документальных  подтверждений.
Упоминания о существовании Соляного Форпоста, а именно так именовалась будущая станица Соляноозерная в XVIII веке, отсутствуют в дневниках известного немецкого ученого Д.Г. Мессершмидта, путешествовавшего по югу Красноярского уезда в 1722 году, том числе и по территории будущей Новоселовской волости, а также в записях другого русского ученого-историографа немецкого происхождения Г.Ф. Миллера, побывавшего в тех же местах в 1739 году.
Первые документальные свидетельства об образовании Соляного Форпоста относятся к исповедным росписям Новоселовской Петро-Павловской церкви, в приходе которой состояли православные жители Форпоста. И если в исповедных росписях этой церкви за 1821 год сведений о прихожанах Соляного Форпоста нет, то в аналогичном документе 1823 года записано 10 семей казаков данного поселения, в которых значится всего 89 душ, из них 47 душ мужского пола и 42 души женского пола. 
Вот главы семей казаков Соляного Форпоста по исповедной росписи 1823 года:
1.Атаман Петр Федотов Айканов
2.Ефим Кирилов Терсков
3.Федор Егоров Василевсков
4.Егор Иванов Василевсков
5.Тимофей Борисов Катцын
6.Капрал Осип Николаев Роскащиков
7.Егор Иванов Александров
8.Капрал Федор Степанов Кокорин
9.Алексей Федоров Кужуховсков
10.Сила Федоров Кужуховсков
Основание станицы Соляной Форпост было напрямую связано с образованием Енисейской губернии и реформой казачьих подразделений в 1822 году. Казаки станицы служили в 4-й сотне Енисейского казачьего конного полка, в Красноярской казачьей конной сотне и в двух Енисейских казачьих полках армии Колчака. В советское время (20-30-е годы XX века) многие казаки и члены их семей были  репрессированы. Здесь 18 сентября 1890 года родился Иван Николаевич Соловьёв, командир Горно-конного белогвардейского партизанского отряда. Его родители: казак Николай Семенов Соловьёв и его жена Лукерья Петрова. Отряд И.Н. Соловьёва воевал в начале 20-х годов XX века с превосходящими силами подразделений ЧОН. Атаман Иван Соловьёв был убит красными из отряда ЧОН 24 мая 1924 года. Вместе с ним были убиты казак станицы Алтай Павел Чихачев и односельчанин И.Н. Соловьёва Александр Соловьёв. 
В сентябре 1999 года на могиле И. Н. Соловьёва и его товарищей в Солёноозёрном казаками Енисейского казачьего войска установлен памятный крест и камень.

## Население
| 2002 | 2010 | 2012 | 2013 | 2014 | 2015 | 2016 |
| ---- | ---- | ---- | ---- | ---- | ---- | ---- |
| 686  | ↗736 | ↘718 | ↘716 | ↘696 | ↘689 | ↘686 |
| 2017 | 2018 | 2019 | 2020 | 2021 |      |      |
| ↘679 | ↘678 | ↘659 | →659 | ↘580 |      |      |

Число хозяйств — 266, население — 682 чел. (01.01.2004), в том числе русские, хакасы (25 %), немцы и др.

## Инфраструктура
Общеобразовательная школа, библиотека, музей казачьего быта семьи Кожуховских.